# Zopherus tristis
Zopherus tristis es una especie de coleóptero de la familia Zopheridae.
Mide 10.5-22mm. El dorso es negro con tubérculos elitrales achatados. Habita en Arizona y California (Estados Unidos). Se lo encuentra bajo la corteza de árboles del desierto.